# Noćaj
Noćaj (cyr. Ноћај) – wieś w Serbii, w Wojwodinie, w okręgu sremskim, w mieście Sremska Mitrovica. W 2011 roku liczyła 1866 mieszkańców.